# Rouziers
Rouziers település Franciaországban, Cantal megyében. Lakosainak száma 110 fő (2022. január 1.). Rouziers Boisset, Cayrols, Parlan és Saint-Julien-de-Toursac községekkel határos.

## Népesség
A település népessége az elmúlt években az alábbi módon változott:
| Lakosok száma | 193  | 142  | 119  | 130  | 129  | 120  | 121  | 117  | 115  | 110  |
|               | 1968 | 1982 | 1990 | 2006 | 2013 | 2015 | 2017 | 2019 | 2020 | 2022 |